# Vuelta a España 1998
Die 53. Vuelta a España wurde in 22 Abschnitten und 3774 Kilometern vom 6. bis zum 27. September 1998 ausgetragen und vom Spanier Abraham Olano gewonnen. Adriano Baffi gewann die Punktewertung, José María Jiménez die Bergwertung, Giancarlo Raimondi die Meta Volantes-Wertung und Banesto die Mannschaftswertung.
Dieses Rennen stellte Lance Armstrongs erste große Rundfahrt nach seiner Krebserkrankung dar. Für viele Experten überraschend belegte er den vierten Platz. Er war vorher eher als Spezialist für Eintagesrennen bekannt gewesen. Sein Ergebnis wurde aufgrund wie alle seine Resultate nach dem 1. August 1998 jedoch aufgrund einer Dopingdisqualifikation durch den Weltradsportverband UCI am 22. Oktober 2012 aberkannt. Die Platzierung wurde nach einer Entscheidung vom 26. Oktober 2012 nicht neu vergeben.

## Etappen
| Etappe | von           | nach                      | km         | Gewinner           | Jersey oro         |
| ------ | ------------- | ------------------------- | ---------- | ------------------ | ------------------ |
| 1      | Córdoba       | Córdoba                   | 161,7      | Markus Zberg       | Markus Zberg       |
| 2      | Córdoba       | Cádiz                     | 234,6      | Jeroen Blijlevens  | Markus Zberg       |
| 3      | Cádiz         | Estepona                  | 192,6      | Jaan Kirsipuu      | Laurent Jalabert   |
| 4      | Málaga        | Granada                   | 173,5      | Fabrizio Guidi     | Fabrizio Guidi     |
| 5      | Olula del Río | Murcia                    | 165,5      | Jeroen Blijlevens  | Fabrizio Guidi     |
| 6      | Murcia        | Xorret de Catí            | 201,5      | José María Jiménez | José María Jiménez |
| 7      | Alicante      | Valencia                  | 181,5      | Giovanni Lombardi  | José María Jiménez |
| 8      | Palma         | Palma                     | 181,5      | Fabrizio Guidi     | José María Jiménez |
| 9      | Alcúdia       | Alcúdia                   | 39,5 (EZF) | Abraham Olano      | Abraham Olano      |
| 10     | Vic           | Estación de Pal (Andorra) | 199,3      | José María Jiménez | Abraham Olano      |
| 11     | Andorra       | Aramón Cerler             | 186        | José María Jiménez | Abraham Olano      |
| 12     | Benasque      | Jaca                      | 187        | Gianni Bugno       | Abraham Olano      |
| 13     | Sabiñánigo    | Sabiñánigo                | 208,5      | Andrei Sintschenko | Abraham Olano      |
| 14     | Biescas       | Saragossa                 | 155,5      | Marcel Wüst        | Abraham Olano      |
| 15     | Saragossa     | Soria                     | 178,7      | Andrei Sintschenko | Abraham Olano      |
| 16     | Soria         | Laguna Negra de Neila     | 143,7      | José María Jiménez | Abraham Olano      |
| 17     | Burgos        | León                      | 188,5      | Marcel Wüst        | Abraham Olano      |
| 18     | León          | Salamanca                 | 223        | Fabrizio Guidi     | Abraham Olano      |
| 19     | Ávila         | Segovia                   | 170,4      | Roberto Heras      | Abraham Olano      |
| 20     | Segovia       | Alto de Navacerrada       | 206        | Andrei Sintschenko | José María Jiménez |
| 21     | Fuenlabrada   | Fuenlabrada               | 39 (EZF)   | Alex Zülle         | Abraham Olano      |
| 22     | Madrid        | Madrid                    | 163        | Markus Zberg       | Abraham Olano      |

## Endstände
| Sieger                | Abraham Olano               | 93:44:08 h  |
| Zweiter               | Fernando Escartín           | + 1:23 min  |
| Dritter               | José María Jiménez          | + 2:12 min  |
| Vierter               | Lance Armstrong             | + 2:18 min  |
| Fünfter               | Laurent Jalabert            | + 2:37 min  |
| Sechster              | Roberto Heras               | + 2:58 min  |
| Siebter               | Álvaro González de Galdeano | + 5:51 min  |
| Achter                | Alex Zülle                  | + 6:05 min  |
| Neunter               | Marco Serpellini            | + 8:58 min  |
| Zehnter               | Marcos Serrano              | + 10:17 min |
| Punktewertung         | Fabrizio Guidi              | 206 P.      |
| Zweiter               | Laurent Jalabert            | 158 P.      |
| Dritter               | José María Jiménez          | 127 P.      |
| Bergwertung           | José María Jiménez          | 184 P.      |
| Zweiter               | Laurent Jalabert            | 93 P.       |
| Dritter               | Fernando Escartín           | 92 P.       |
| Meta Volantes-Wertung | Giancarlo Raimondi          | 53 P.       |
| Teamwertung           | Banesto                     | 281:14:43 h |
| Zweiter               | Kelme                       | + 8:58 min  |
| Dritter               | Festina                     | + 28:59 min |